# Capelleta (Vallbona d'Anoia)
Capelleta és una fornícula del s. XVII-XVIII al municipi de Vallbona d'Anoia (Anoia) catalogat a l'Inventari del Patrimoni Arquitectònic de Catalunya. És una capelleta inserida dins la façana formada, a la part superior, d'una cloïssa, sota d'aquesta una motllura que recorre la forma, semi-hexagonal, i que sosté una palmeta. A la part inferior hi ha un petit pedestal motllurat, per sostenir la imatge. És l'únic testimoni existent dins la població d'una capelleta de façana o carrer, per contenir una imatge.